# Jennifer Barrientos
Jennifer Tarol Barrientos (San Mateo, 10 febbraio 1986) è una modella filippina, eletta nel Binibining Pilipinas-Universe 2008.
È stata la rappresentante ufficiale delle Filippine in occasione di Miss Universo 2008 che si è tenuto a Nha Trang, in Vietnam, il 14 luglio 2008. Tuttavia, la Barrientos non è riuscita a classificarsi nella rosa delle quindici finaliste del concorso. 
Al momento dell'elezione, Jennifer Barrientos era una studentessa della facoltà di turismo presso l'università di Santo Tomás a Manila.